# Hotaka Nakamura
Hotaka Nakamura (jap. 中村 帆高, Nakamura Hotaka; * 12. August 1997 in Yokosuka, Präfektur Kanagawa) ist ein japanischer Fußballspieler.

## Karriere
Hotaka Nakamura erlernte das Fußballspielen in der Schulmannschaft der Nihon University Fujisawa High School und der Universitätsmannschaft der Meiji-Universität. Von August 2019 bis Januar 2020 wurde er von der Meiji-Universität an den FC Tokyo ausgeliehen. Nach Ende der Ausleihe wurde er von Tokyo fest verpflichtet. Der Verein, der in der Präfektur Tokio beheimatet ist, spielte in der höchsten Liga des Landes, der J1 League. Sein Erstligadebüt gab er am 23. Februar 2020 im Spiel gegen Shimizu S-Pulse. Im Finale um den J.League Cup 2020 besiegte Tokyo am 4. Januar 2021 Kashiwa Reysol mit 2:1. Nach 84 Ligaspielen wechselte er im Januar 2025 zum ebenfalls in der ersten Liga spielenden FC Machida Zelvia.

## Erfolge
FC Tokyo
- Japanischer Ligapokalsieger: 2020